# Fábrica de Lanifícios de Lordelo
A Fábrica de Lanifícios de Lordelo ou Fábrica de Serralves  foi uma antiga fábrica, actualmente em ruínas, localizada no Porto, na rua de Serralves, freguesia do Lordelo do Ouro. Foi edificada em 1803 no lugar da Monteira ou Mouteira por Plácido Lino dos Santos Teixeira.
Devido à proximidade da quinta dos frades e da Capela de São Francisco de Paula, alguns autores afirmam que a fábrica teria sido instalada nos edifícios de um antigo convento, mas no processo de licenciamento da maquinofactura de Plácido Lino dos Santos Teixeira apenas se faz referência aos campos que pertenciam aos frades e dos quais se pede adjudicação.
Sondagens arqueológicas em 2007 detectaram a existência de três estruturas diferenciadas: Uma fábrica do século XX, uma fábrica do século XIX, a "Fábrica de panos" e um reduto militar das guerras liberais, o Forte de Serralves, possivelmente no local da cisterna de abastecimento de água à fábrica do século XX.
Em setembro de 2011 a fábrica estava já demolida, dando origem a um estaleiro de construção de habitações.